# Archer E. Reilly
Archer Edwin Reilly (* 1. Juli 1918 in Huntington, West Virginia; † 28. März 2003 im Franklin County, Ohio) war ein US-amerikanischer Jurist und Politiker. Er war von 1966 bis 1967 Auditor of State von Ohio.

## Werdegang
Archer Edwin Reilly, Sohn von Archer Edwin „Arch“ Reilly (1891–1963), wurde 1918 in Huntington geboren. Sein Vater war 1917 Profi-Baseballspieler, welcher an der dritten Base für die Pittsburgh Pirates spielte. Über seine Jugendjahre ist nichts bekannt. Er machte seinen Abschluss an der Ohio State University und studierte dann Jura an der Franklin University. Nach dem Erhalt seiner Zulassung als Anwalt begann er zu praktizieren. Reilly bekleidete das Richteramt. Er unterrichtete an der Franklin University Law School und war dort Präsident. Ferner saß er für das Franklin County fünf Amtszeiten lang im Repräsentantenhaus von Ohio. Bei einer Nachwahl 1966 wurde er zum Auditor of State gewählt und bekleidete den Posten von 1966 bis 1967 fünf Wochen lang. Reilly verfasste viele Artikel und war US-Navy-Veteran. Er wurde nach seinem Tod auf dem Union Cemetery in Columbus (Ohio) beigesetzt.
Während des Zweiten Weltkrieges heiratete er Jean Waid (1918–2013), Tochter von Robert und Ethel Waid. Das Paar war 61 Jahre lang miteinander verheiratet und hatte zwei Söhne.